# ブレイディ・ロジャース
ブレイディ・ポール・ロジャース（Brady Paul Rodgers, 1990年9月17日 - ）は、アメリカ合衆国テキサス州フォートベンド郡リッチモンド出身のプロ野球選手（投手）。右投右打。

## 経歴

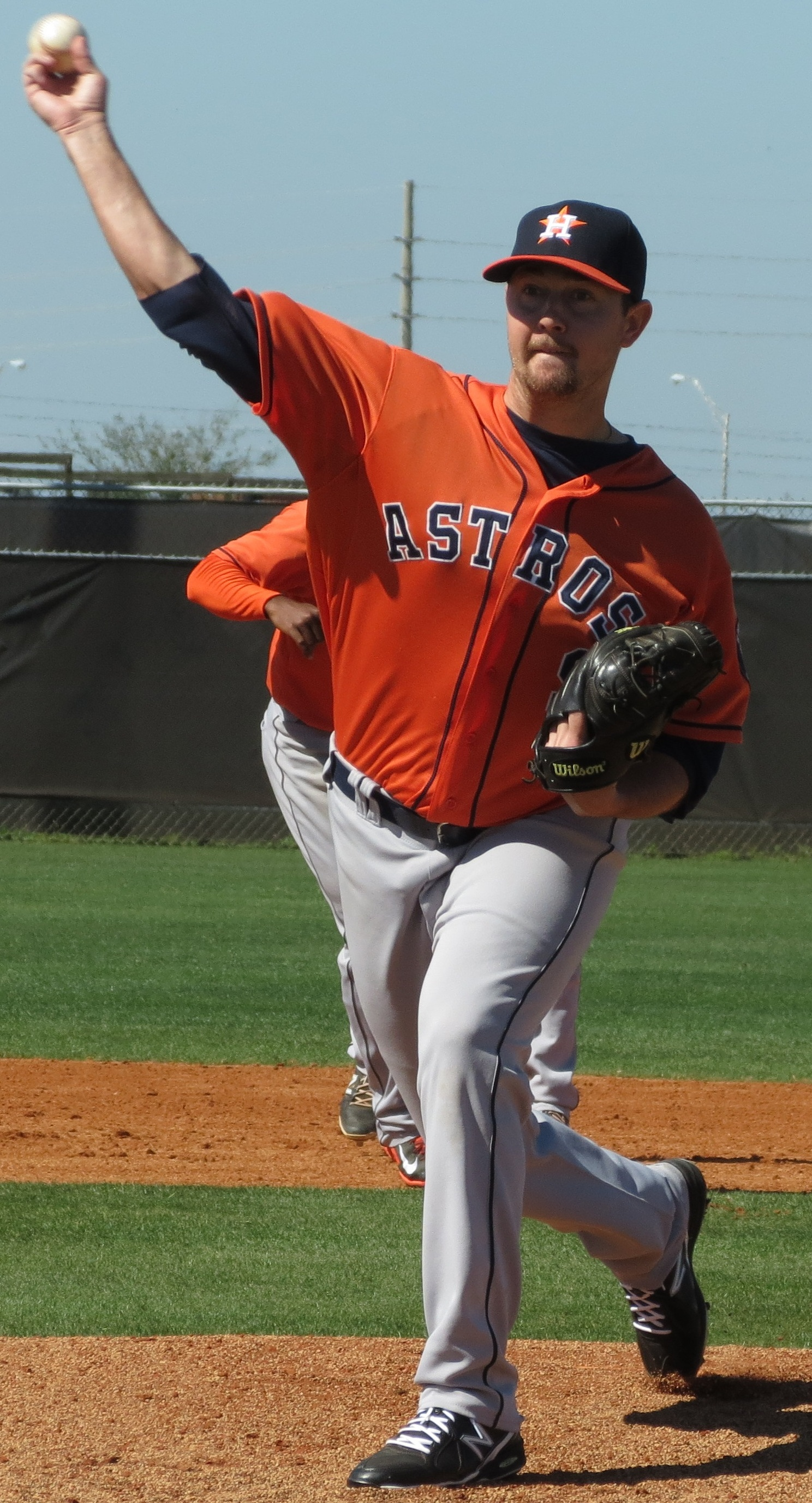
ヒューストン・アストロズ時代
(2014年2月28日)

2009年のMLBドラフト39巡目（全体1186位）でミルウォーキー・ブルワーズから指名されたが、アリゾナ州立大学へ進学。
2012年のMLBドラフト3巡目（全体96位）でヒューストン・アストロズから指名され、6月6日に契約。契約後、傘下のA-級トリシティ・バレーキャッツでプロデビュー。12試合に先発登板して7勝2敗、防御率2.89、49奪三振を記録した。
2013年はA+級ランカスター・ジェットホークスで開幕を迎え、17試合の登板後、6月23日にAAA級オクラホマシティ・レッドホークスへ昇格。同日のオマハ・ストームチェイサーズとのダブルヘッダー第2戦に登板し、5回を5安打1失点に抑えたが、6月26日にA+級ランカスターへ降格した。7月26日にAA級コーパスクリスティ・フックスへ昇格し、ミッドランド・ロックハウンズとのダブルヘッダー第2戦に登板。5回を5安打無失点に抑え、8月1日にA+級ランカスターへ降格した。この年はシーズンの大半をA+級ランカスターで過ごし、A+級ランカスターでは27試合（先発18試合）に登板して10勝8敗1セーブ、防御率5.71、104奪三振を記録した。
2014年はAA級コーパスクリスティとAAA級オクラホマシティでプレー。AA級コーパスクリスティでは26試合（先発17試合）に登板して5勝12敗2セーブ、防御率4.77、87奪三振を記録した。
2015年はAAA級フレズノ・グリズリーズでプレーし、21試合に先発登板して9勝7敗、防御率4.51、89奪三振を記録した。
2016年も開幕からAAA級フレズノでプレーし、22試合に先発登板して12勝4敗、防御率2.86、116奪三振と好投した。8月31日にパシフィックコーストリーグの最優秀投手に選ばれた。9月2日にアストロズとメジャー契約を結び、9月3日のテキサス・レンジャーズ戦でメジャーデビュー。3点ビハインドの8回裏から登板したが、2死を取ったものの5安打5失点の乱調で途中降板した。5試合目の登板となった10月2日のロサンゼルス・エンゼルス戦では先発起用されたが、3.2回を5安打4失点3四球と結果を残せず、メジャー初黒星を喫した。この年メジャーでは5試合（先発1試合）に登板して0勝1敗、防御率15.12、3奪三振を記録した。
2017年も開幕からAAA級フレズノでプレーしていたが5月2日、トミー・ジョン手術を受けるため今季の残りシーズンは全休の見込みと報道された。
2019年8月22日にDFAとなり、同日中に自由契約となった。

## 投球スタイル
平均80mphのフォーシームにツーシーム、スライダー、カーブ、チェンジアップ、カッターの変化球を持つ。

## 詳細情報

### 年度別投手成績
| 年 度    | 球 団    | 登 板 | 先 発 | 完 投 | 完 封 | 無 四 球 | 勝 利 | 敗 戦 | セ 丨 ブ | ホ 丨 ル ド | 勝 率 | 打 者 | 投 球 回 | 被 安 打 | 被 本 塁 打 | 与 四 球 | 敬 遠 | 与 死 球 | 奪 三 振 | 暴 投 | ボ 丨 ク | 失 点 | 自 責 点 | 防 御 率 | W H I P |
| -------- | -------- | ----- | ----- | ----- | ----- | -------- | ----- | ----- | -------- | ----------- | ----- | ----- | -------- | -------- | ----------- | -------- | ----- | -------- | -------- | ----- | -------- | ----- | -------- | -------- | ------- |
| 2016     | HOU      | 5     | 1     | 0     | 0     | 0        | 0     | 1     | 0        | 0           | .000  | 48    | 8.1      | 15       | 0           | 7        | 0     | 1        | 3        | 0     | 0        | 14    | 14       | 15.12    | 2.64    |
| MLB：1年 | MLB：1年 | 5     | 1     | 0     | 0     | 0        | 0     | 1     | 0        | 0           | .000  | 48    | 8.1      | 15       | 0           | 7        | 0     | 1        | 3        | 0     | 0        | 14    | 14       | 15.12    | 2.64    |

- 2018年度シーズン終了時

### 表彰

#### MiLB
- パシフィックコーストリーグ最優秀投手 (2016年[3])
- パシフィックコーストリーグ ポストシーズン・オールスター (2016年[11])

### 記録

#### MLB
- 初登板：2016年9月3日 対テキサス・レンジャーズ戦（グローブライフ・パーク・イン・アーリントン）、8回裏から6番手で救援登板、0回2/3を5失点[5]
- 初先発：2016年10月2日 対ロサンゼルス・エンゼルス戦（エンゼル・スタジアム・オブ・アナハイム）、3回2/3を4失点で敗戦投手[6]
- 初奪三振：2016年9月8日 対クリーブランド・インディアンス戦（プログレッシブ・フィールド）、4回裏にクリス・ジメネスから見逃し三振[12]

#### MiLB
- カリフォルニアリーグ オールスターゲーム（2013年[13]）
- パシフィックコーストリーグ オールスターゲーム（2016年[14]）

### 背番号
- 62（2016年）
- 52（2019年）